# Carl Eberhardt
Carl Eberhardt (* 9. August 1877 in Bayreuth; † 2. März 1932 in Darmstadt) war ein deutscher Hochschullehrer für Luftschifffahrt und Flugtechnik.

## Leben
Carl Johann Eberhardt wurde 1877 als Sohn des Andreas Eberhardt und dessen Ehefrau Katharina Kester in Bayreuth geboren.
Nach dem Abitur hatte er Ingenieurwissenschaften studiert und dieses Studium mit dem Titel Diplomingenieur erfolgreich abgeschlossen. Vor seinem Wechsel nach Darmstadt war er leitender Ingenieur der militärischen Fliegerstation auf dem Truppenübungsplatz Döberitz bei Berlin. Der Militärflugplatz Döberitz gilt als der Ursprung der Flugstreitkräfte des Kaiserreiches. Eberhardt war Schriftleiter und Autor in der vom Verlag Julius Springer herausgegebenen Schriftenreihe „Luftfahrt und Wissenschaft“. Er war auch Autor zweier flugwissenschaftlicher Fachbücher über die Berechnung von Motorluftschiffen und Luftschrauben.
Auf Initiative von Max Gutermuth wurde zum Wintersemester 1913/14 an der TH Darmstadt ein neuer Lehrstuhl für Luftschifffahrt und Flugtechnik in der Abteilung für Maschinenbau eingerichtet. Im Großherzogtum Hessen wurde damit deutschlandweit die erste ausschließliche und planmäßige Professur für Luftfahrt eingerichtet. Auf diesen Lehrstuhl wurde am 1. November 1913 Carl Eberhardt als zunächst außeretatmäßiger außerordentlicher Professor berufen. Bereits am 13. November 1913 hielt er seine Antrittsvorlesung über „Die Betriebssicherheit der heutigen Flugmaschine“. Obwohl auch für die Luftschifffahrt berufen, legte Eberhardt das Hauptaugenmerk seiner Forschung auf die Flugzeugtechnik. Sein Lehrprogramm umfasste Vorlesungen zur Flugzeugtechnik und zu Luftschrauben sowie Übungen zum Konstruieren von Luftschiffen, Flugmaschinen und Propellern.
Eberhardt organisierte bereits im Sommersemester 1914 Exkursionen zum Flugplatz im Griesheimer Sand und arbeitete eng mit den von August Euler gegründeten Eulerwerken in Frankfurt-Niederrad zusammen. Da Eberhardt im Studienjahr 1915/16 zum Militärdienst eingezogen wurde, war der Studienbetrieb an der TH in diesem Bereich stark eingeschränkt.
Nach dem Ersten Weltkrieg wurde der Lehrbetrieb unverändert wieder aufgenommen. Da der Flugplatz in Griesheim von den Franzosen beschlagnahmt wurde, waren die Möglichkeiten der Praxis jedoch stark eingeschränkt. Erst mit der Eröffnung des Flugplatzes auf der Lichtwiese im Jahre 1925 verbesserte sich diese Situation.
In der Zwischenzeit veröffentlichte Eberhardt in der Sammlung Göschen 1921 zwei populärwissenschaftliche Bände über Flugtechnik und Luftschifffahrt, die den Autor reichsweit bekannt machten.
Eberhardt war seit dem 19. Februar 1919 mit Gertrud Borutzki aus Berlin verheiratet. Er starb im Alter von 54 Jahren in Darmstadt.

## Veröffentlichungen
- Flugtechnik. Berlin 1921 (Sammlung Göschen 841).
- Luftschiffahrt. Berlin 1921 (Sammlung Göschen 842).
- Einführung in die Theoretische Aerodynamik. München 1927.